# Nematus nigricornis
Nematus nigricornis – gatunek błonkówki z rodziny pilarzowatych.

## Zasięg występowania
Gatunek szeroko rozpowszechniony w Europie. Notowany w Austrii, na Białorusi, w Belgii, Chorwacji, Czechach, Danii, Estonii, Finlandii, we Francji, w Holandii, Irlandii, na Łotwie, w  Niemczech, Norwegii, Polsce, Rumunii, na Słowacji, w Szwajcarii, Szwecji, na Węgrzech, Ukrainie, w Wielkiej Brytanii oraz we Włoszech.

## Budowa ciała
Gąsienice osiągają do 18 mm długości. Ciało stosunkowo krępe. Ubarwienie białozielone do blado żółtozielonego z nielicznymi, czarnymi brodawkami na grzbiecie i bokach, oraz, przeważnie, czarnymi nogami na segmentach tułowiowych. Głowa czarna.
Imago osiągają 6 - 8 mm długości. Głowa czarna, owłosiona; grzbiet czarny z czerwonymi plamkami. Spodnia strona ciała przeważnie żółta z czarnym odwłokiem. Nogi czerwonawe.

## Biologia i ekologia
Gatunek związany z roślinami z rodzaju topola (szczególnie z topolą czarną oraz wierzba.
W ciągu roku występują dwie generacje. Imago pierwszego pokolenia spotyka się w maju i czerwcu, zaś drugiej w lipcu i sierpniu. Jaja składane są na ogonkach liściowych. Gąsienice spotyka się od maja do września. Żerują on gromadnie, na brzegu blaski liściowej, zazwyczaj z odwłokiem zawiniętym w dół po jednej stronie liścia. Zjadają one całe liście z wyjątkiem większych żył. Przepoczwarzenie następuje w ziemi.

## Znaczenie dla człowieka
Niezbyt groźny szkodnik drzew na których żeruje. Zerujące gąsienice powodują znaczące defoliacje zaatakowanych gałęzi.